# Демченко Валерій Федорович
Валерій Федорович Демченко (народився 16 червня 1940 в селі Донцівка Новопсковського району Луганської області) – заслужений журналіст України, лауреат Всеукраїнської літературної премії імені Остапа Вишні, знаний майстер сатири та гумору, постійний дописувач та член редакційної ради часопису «Отчий поріг» Чернігівського земляцтва.
У 1957 році з відзнакою закінчив Жданівську середню школу Лубенського району Полтавської області. Після здобуття вищої освіти у 1962 році в Українському інституті інженерів водного господарства розпочав трудову діяльність на Чернігівщині, зокрема працював інженером на Замглайському торфобрикетному заводі, а також обіймав громадсько-політичні посади в регіоні. Саме в цей період він почав активно займатися публіцистикою, співпрацюючи з газетами «Деснянська правда» та «Комсомольський гарт».
Новий етап його творчого становлення пов’язаний із переїздом до Києва, де він працює й донині. Хоча літературна діяльність ніколи не була для нього основною професією, вона завжди займала важливе місце в його житті, надихаючи на створення нових творів. У доробку автора – широкий жанровий спектр: публіцистичні статті, нариси, есеї, гуморески, фейлетони та памфлети.
Його гумористичні та сатиричні тексти відзначаються високим рівнем професіоналізму, майстерним володінням художнім словом і яскраво вираженою громадянською позицією. У збірці «Не хапайте Бога за Бороду» Валерій Демченко у дотепній, часом саркастичній формі висловлює власне бачення актуальних морально-етичних та соціально-політичних проблем сучасності.
Серед інших книг автора – сатиричні збірки «Граблі в Україні – більше, ніж граблі», «Який час, такі й герої», «Суєта суєт». Також він активно представлений у колективних виданнях, зокрема «Сатирична сотня діє» та «Колючі каштани». Його твори стабільно друкуються в періодичних виданнях, зокрема в журналі «Трибуна» (де понад 12 років він був членом головної редакційної ради), «Перець», «Літературний Чернігів», а також у газетах «Сільські вісті» (рубрика «Весела світлиця»), «Літературна Україна», «Українське слово» та інших. Його гуморески неодноразово звучали в ефірі Чернігівського обласного радіо.
Валерій Демченко активно долучається до громадського життя, обіймає посаду заступника голови творчого об’єднання сатириків і гумористів при Київській організації Національної спілки письменників України.

## Життєпис
Закінчив механічний факультет Українського інституту інженерів водного господарства (1962). 
Працював інженером, на громадській і науковій роботі, у Верховній Раді України (1998-2004).
Член НСПУ з 2017 року, член НСЖУ з 2010 року.

## Творчість
Автор книг та численних публікацій в українській періодиці:
- Демченко В. Ф. Віроломство музи. Літературний Чернігів : Щоквартальний мистецький журнал літературної спілки «Чернігів». 2018. №  3/83. С. 180-181.
- Демченко В. Ф. Воскресіння Хоми невіруючого: гумор. Літературний Чернігів : Щоквартальний мистецький журнал літературної спілки «Чернігів». 2023. № 1 (101). С. 173-175.
- Демченко В. Ф. Граблі в Україні - більше, ніж граблі : сатира і гумор. 2-е вид., доп. Київ : Преса України, 2012. 96 с. ISBN 978-966-472-115-5
- Демченко В. Ф. Закон є закон. Літературний Чернігів : Щоквартальний мистецький журнал літературної спілки «Чернігів». 2018. № 4/84. С. 178-180.
- Демченко В. Ф. Не хапайте Бога за бороду : гумор і сатира : вибране. Київ : Преса України, 2021. 158 с.
- Демченко В. Ф. Перезавантаження. Літературний Чернігів : Щоквартальний мистецький журнал літературної спілки «Чернігів». 2022. №  1. С. 117-119.
- Демченко В. Ф. Примари слави та міражі вічності : гумор. Літературний Чернігів : Щоквартальний мистецький журнал літературної спілки «Чернігів». 2016. № 3 (75). С. 193-194.
- Демченко В. Ф. Суєта суєт : гумор і сатира. Київ : Преса України. 2016. 152 с. ISBN 978-966-472-190-2
- Демченко В. Ф. Сходити в президенти. Літературний Чернігів : Щоквартальний мистецький журнал літературної спілки «Чернігів». 2019. №  1/85. С. 182-183.
- Демченко В. Ф. Який час, такі й герої : сатира і гумор : вибране. Київ : Преса України, 2014. 120 с. ISBN 978-966-472-170-4

## Відзнаки
- Лауреат Всеукраїнської літературної премії імені Остапа Вишні (2014).[1]
- Нагороджений 3 медалями (1970, 1982, 1987).
- Заслужений журналіст України (2010).